# Bahnhof Hamburg Dammtor
Bahnhof Hamburg Dammtor är en järnvägsstation i centrala Hamburg i Tyskland. Stationen trafikeras av Hamburgs pendeltåg (S-Bahn), AKN Eisenbahns lokaltåg, regionaltåg samt fjärrtåg. I närheten av stationen ligger Congress Center Hamburg, Radisson Blu Hotel Hamburg och parken Planten un Blomen. Namnet Dammtor kommer från en gammal stadsport som fanns här i slutet av 1800-talet. Utanför stationen finns en bussterminal. Det går att byta till Stephansplatz station i Hamburgs tunnelbana. 

## Bilder

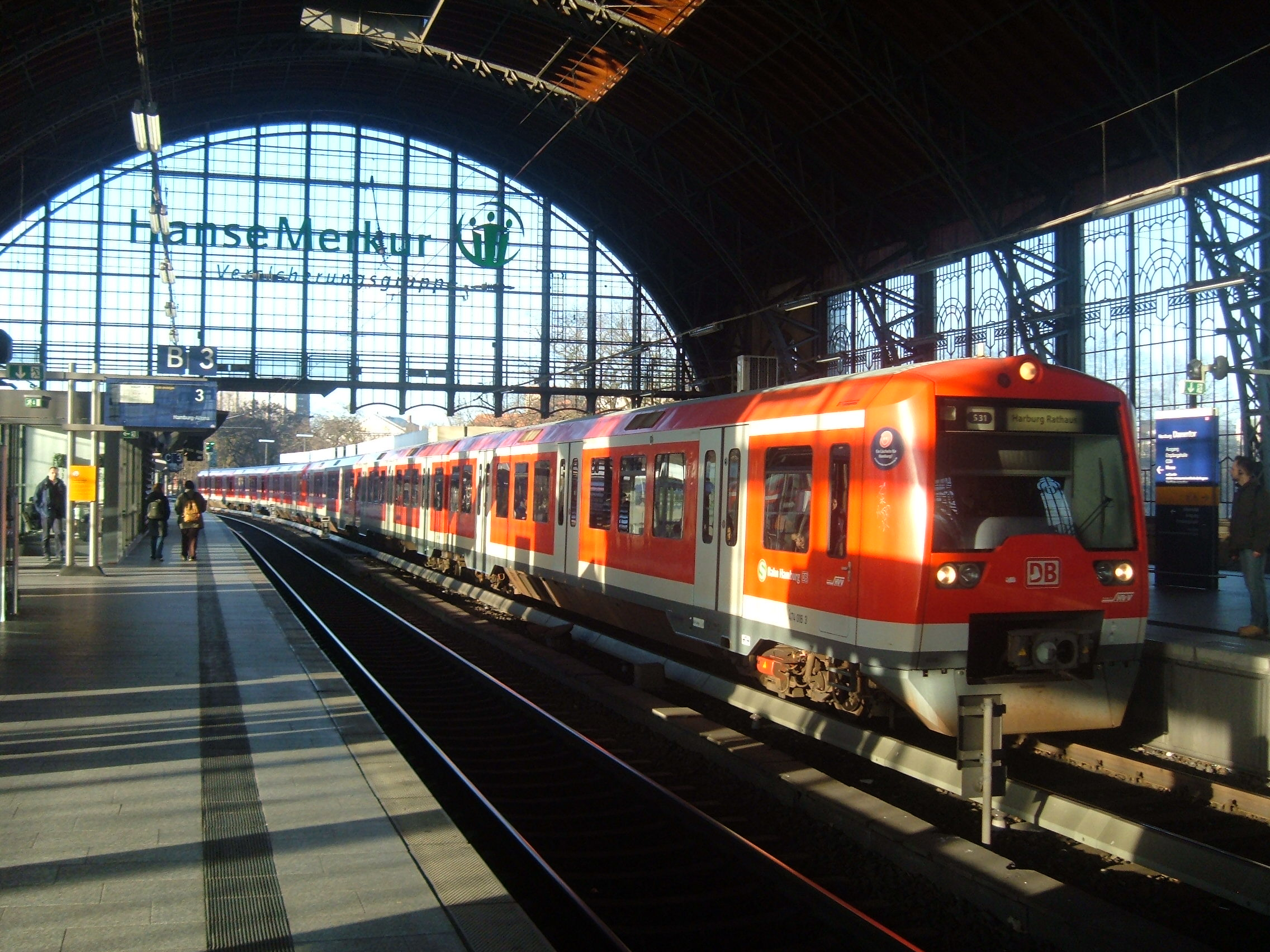
Ett S-Bahn-tåg på stationen.
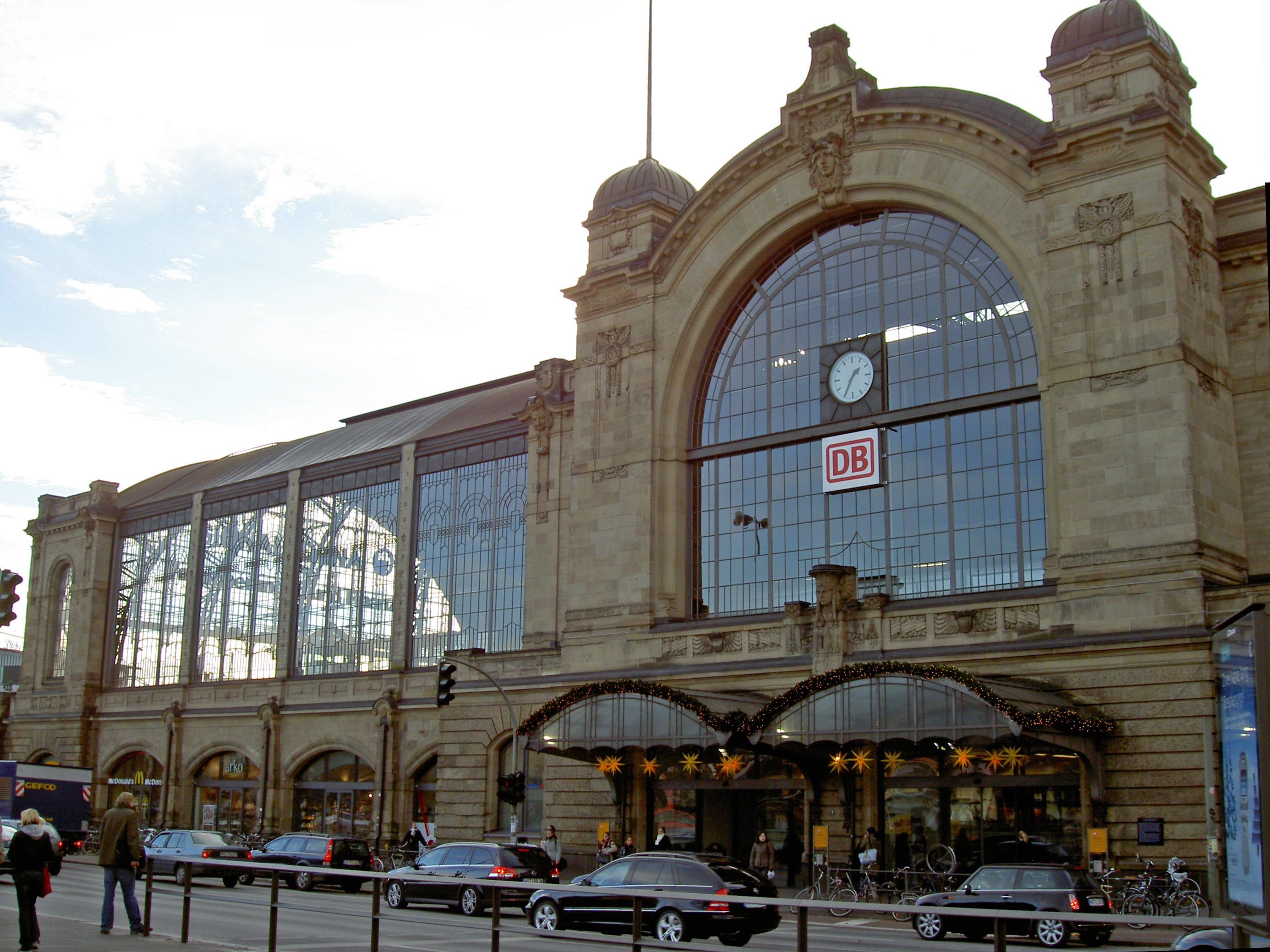
Stationsbyggnaden.
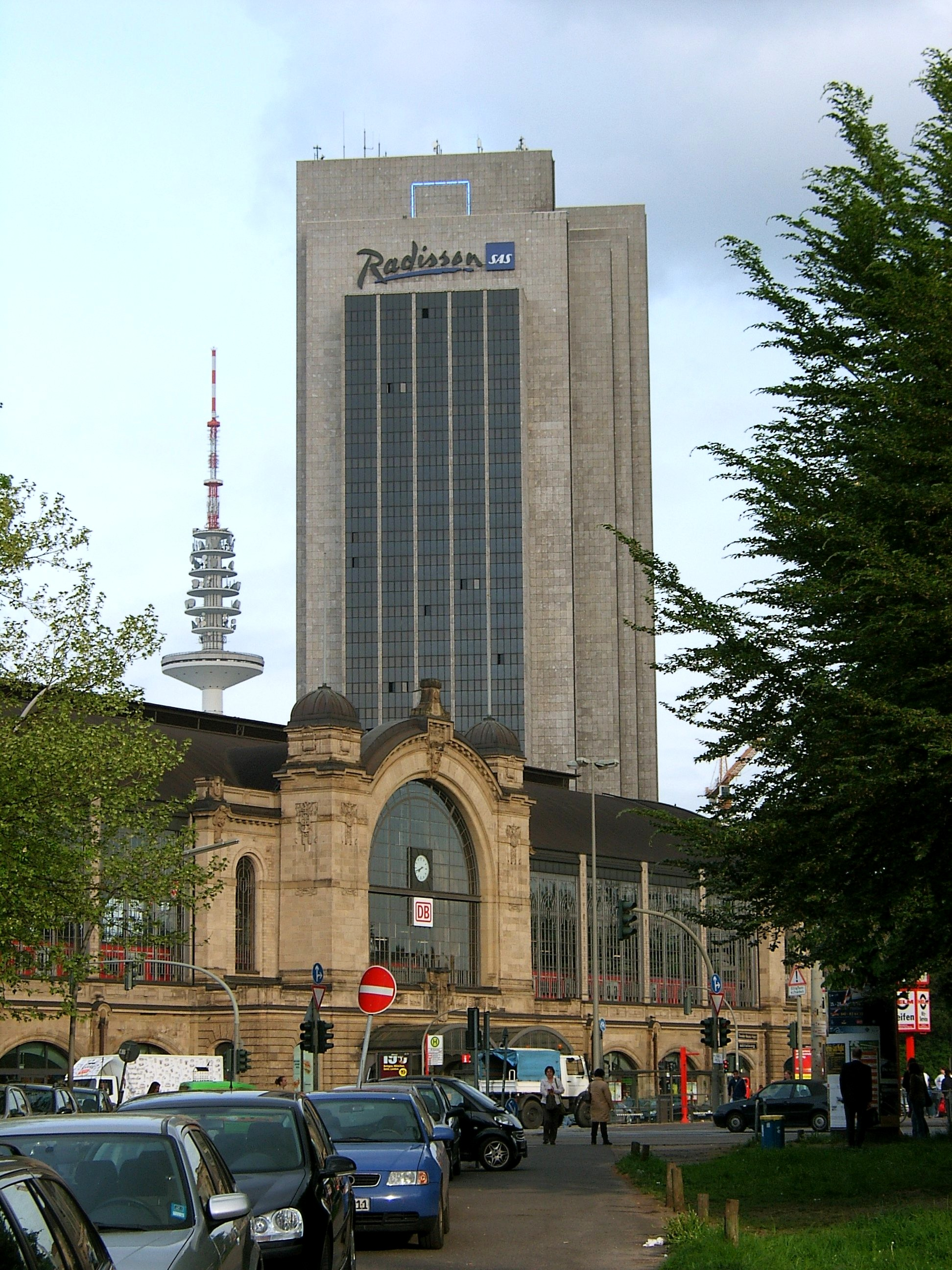
Radisson Blu Hotel Hamburg nära stationen.
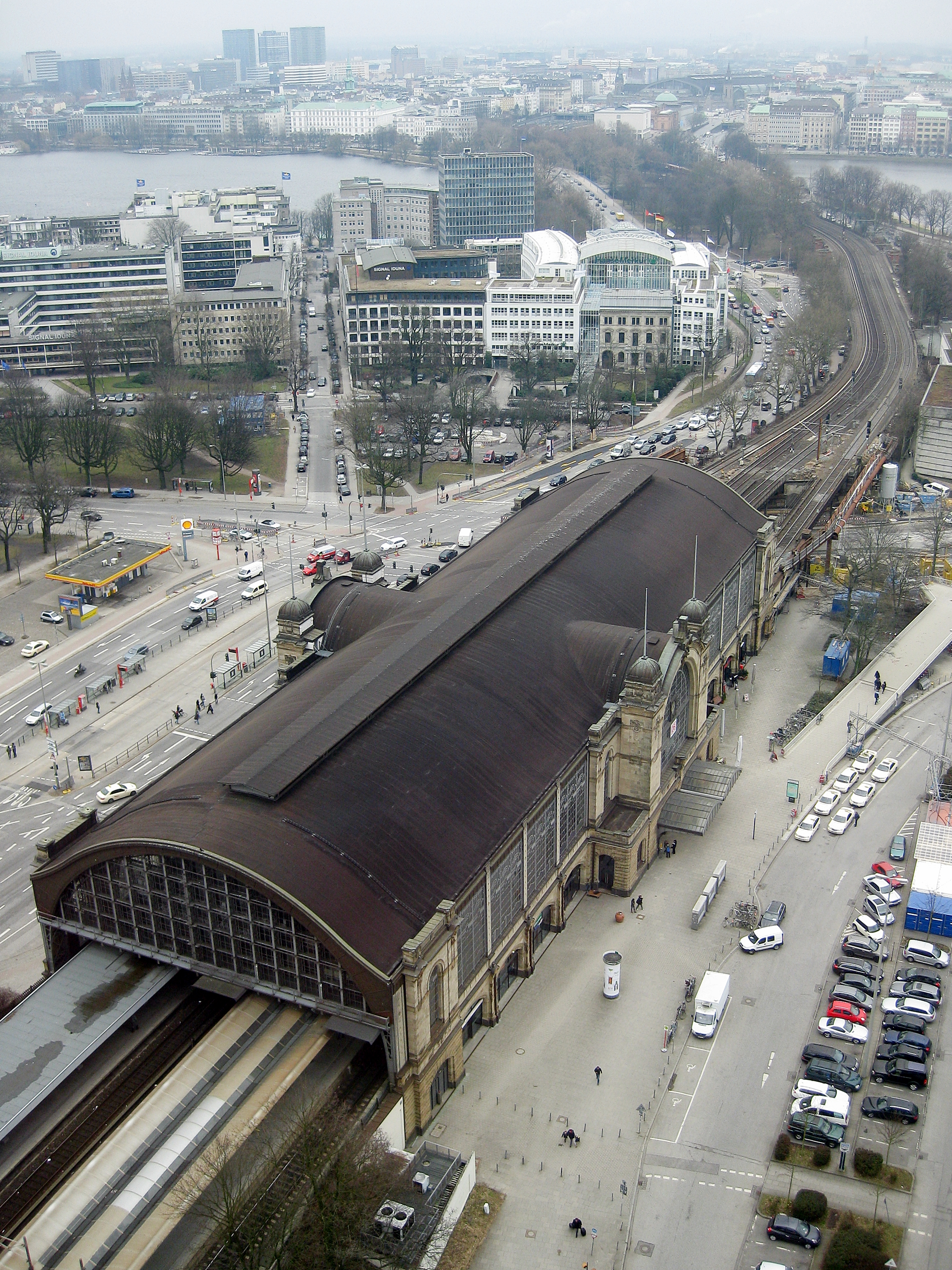
Stationen uppifrån.
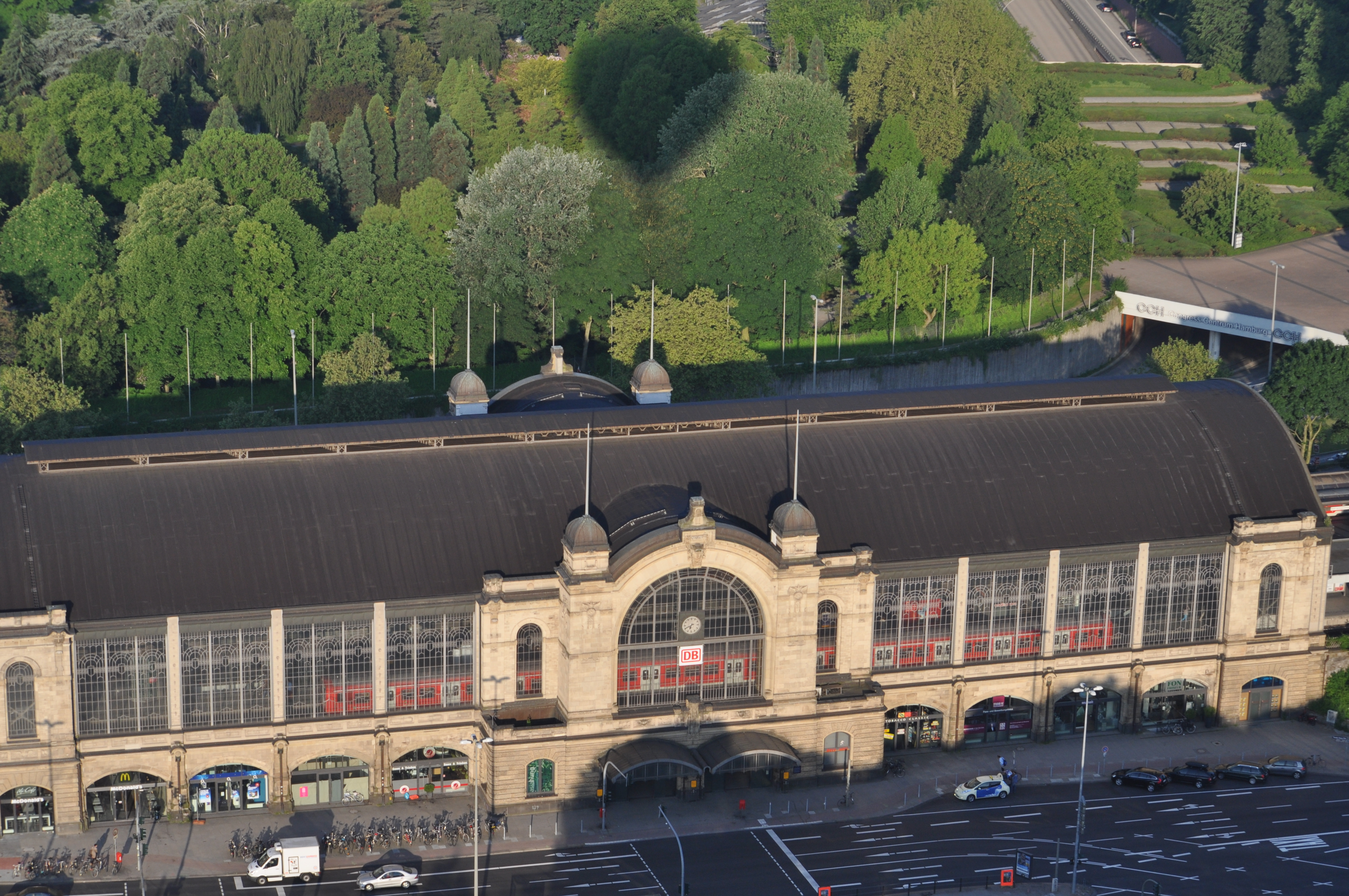